# Карайкозівка
Карайко́зівка — село в Україні, у Краснокутській селищній громаді Богодухівського району Харківської області. Населення становить 35 осіб. До 2020 орган місцевого самоврядування — Качалівська сільська рада.

## Географія
Село Карайкозівка знаходиться на лівому березі річки Мерла, вище за течією примикають села Павлюківка і Качалівка, нижче за течією на відстані 1 км розташоване селище Михайлівське, на протилежному березі — місто Краснокутськ. Село оточене великим лісовим масивом.

## Назва
Назва села походить від прізвища засновника — Карайкоза.

## Історія
На околиці села знайдено археологічні пам'ятки бронзової доби, черняхівської культури. Перша спроба закласти Карайкозівку датується 1755 роком, але невдало — постійні мешканці з'явилися в І половині ХІХ ст.. Фактично Карайкозівка складається з невеликих хуторів, що віддалені на 0,5-1 км один від одного лісами: Ярошівка, Пузирівка, Морозівка, Дранівка, Гончарівка (Дудниківка), Чагівцівка (Коропівка) і власне Карайкозівка. У ХІХ ст. знаходилася в складі Качалівського Сільського Правління Краснокутської волості.
У 1913 році відкрито Народне 4-х класне училище. З 1918 р. Карайкозівка стала центром однойменної сільради. У 1926 році населення досягло найбільшої чисельності — 1247 осіб, а всього по сільраді — 1475. У 1930 році школа реорганізована з 4-річної у 7-річну. У 1932 році утворено колгосп ім. Ворошилова. 1932-33 рр. великі втрати населення від Голодомору. У 30-тих рр. з'явилися клуб, ФАП. 1941-45 рр. великі матеріальні та людські втрати. У 1950-тих рр. Карайкозівка була визнана «неперспективним селом». У 1950 році колгосп ім. Ворошилова приєднано до колгоспу ім. Тимошенка (с. Качалівка). У 1954 році Карайкозівська сільська рада була розформована, а її територія передана до складу Качалівської сільської ради. У 1966 році завершено електрифікацію села. У 1970 році закрито Карайкозівську початкову школу. У 1987 році закрито ФАП і клуб.
У 1999 році закрито магазин споживчої кооперації. У 2002 році у Карайкозівці створено підсобне господарство «Харківгазвидобування».
12 червня 2020 року, розпорядженням Кабінету Міністрів України № 725-р «Про визначення адміністративних центрів та затвердження територій територіальних громад Харківської області», увійшло до складу Краснокутської селищної громади.
19 липня 2020 року, в результаті адміністративно-територіальної реформи та ліквідації Краснокутського району, село увійшло до складу Богодухівського району.

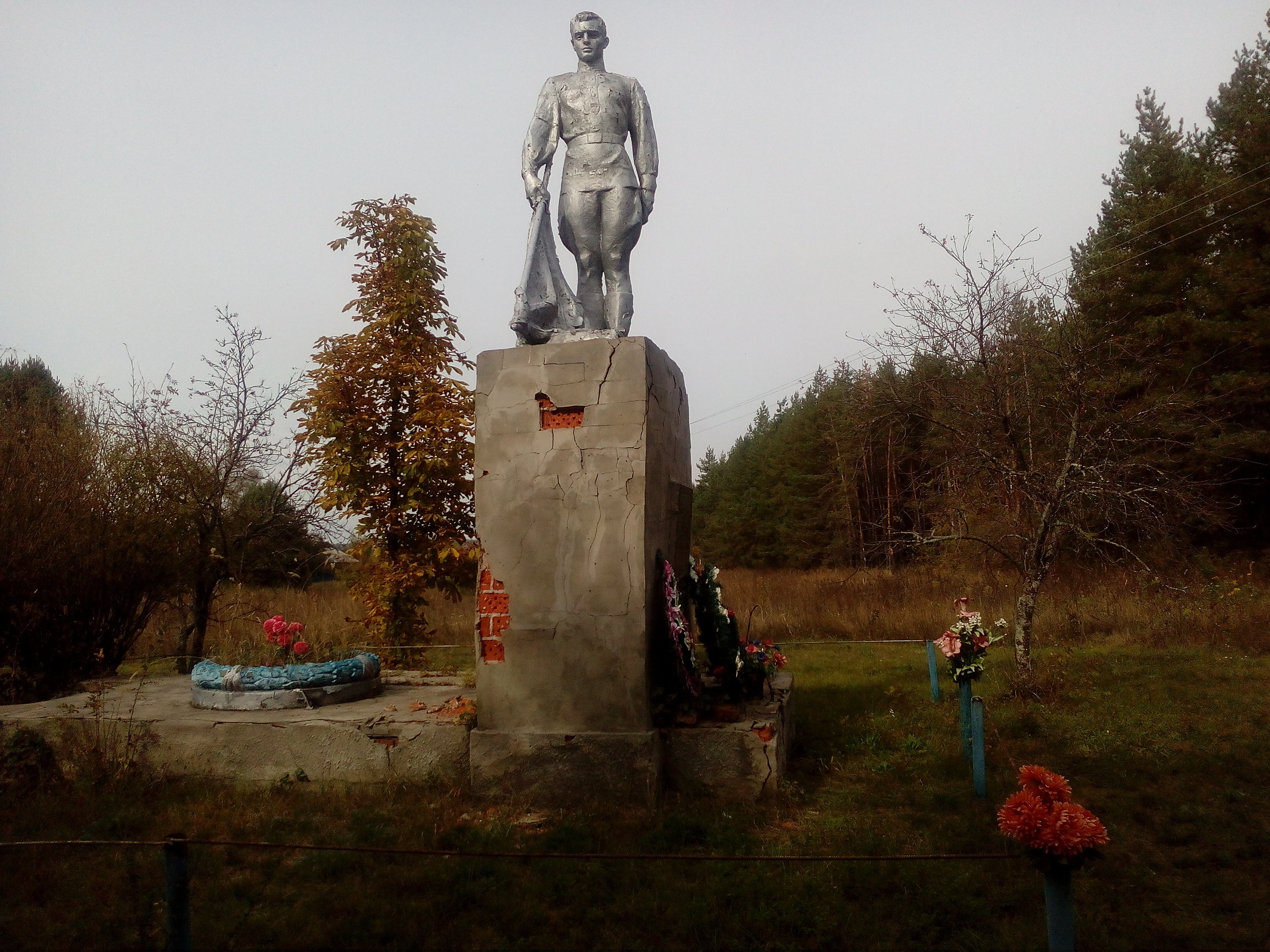
Братська могила радянських воїнів і партизанів
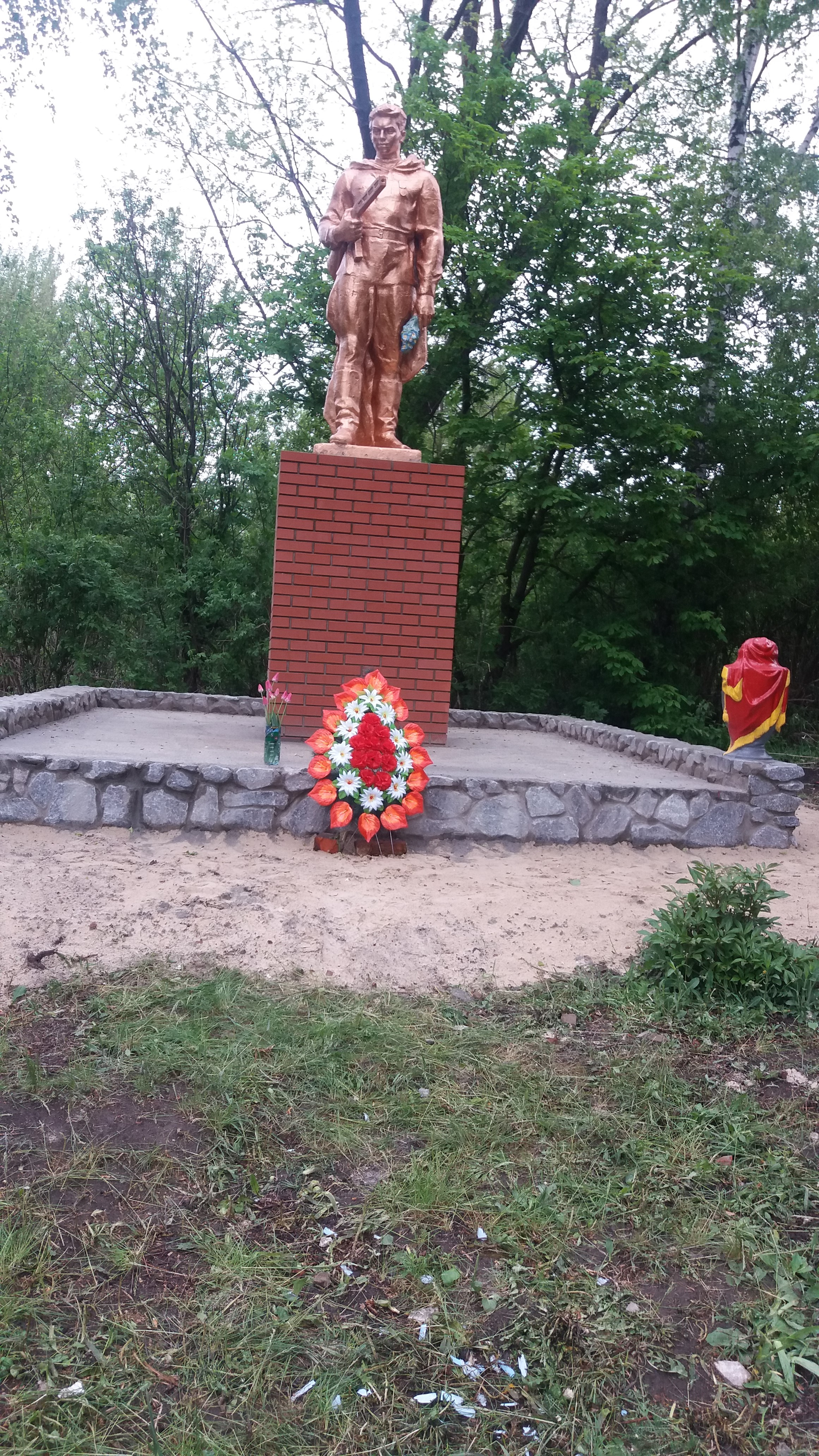
Пам'ятник на братській могилі